# Copa da Liga Escocesa 1984–85
A Copa da Liga Escocesa de 1984-85 foi a 39º edição do segundo mais importante torneio eliminatório do futebol da Escócia. O campeão foi o Rangers F.C., que conquistou seu 13º título na história da competição ao vencer a final contra o Dundee United F.C., pelo placar de 1 a 0.

## Premiação
| Copa da Liga Escocesa de 1984-85  |
| Escócia                           |
| --------------------------------- |
| Rangers F.C. Campeão (13º título) |